# Dmitrij Tursunov
Dmitrij Tursunov, fullständigt namn Dmitrij Igorevitj Tursunov Дмитрий Игоревич Турсунов, född 12 december 1982 i Moskva, Ryssland, är en rysk högerhänt professionell tennisspelare. Han är bosatt i Roseville, Kalifornien, USA.
Dmitrij Tursunov blev professionell spelare på ATP-touren 2000. Tursunov har till oktober 2008 vunnit fem ATP singeltitlar och rankades som bäst på tjugonde plats (oktober 2006). Han har vunnit två dubbeltitlar och rankades som bäst som nummer 36 (juni 2008). Han har spelat in 2 690 864 US dollar (oktober 2008) i prispengar.
Tursunovs karriär har negativt påverkats av återkommande skador inklusive två benfrakturer och en ryggskada. Han har visat stigande form, framförallt på snabba underlag, och vann 2006 sin första ATP-titel på hard court (Bombay i Indien, turneringsbeteckning "Kingfisher Airlines Tennis Open") genom finalseger över Tomáš Berdych (6-3, 3-6, 7-6). Han blev därmed den förste titelhållaren i denna nystartade turnering.    
I januari 2007 vann han Hopman Cup tillsammans med Nadia Petrova. Han spelade i det ryska Davis Cup-laget säsongerna 2005 och 2006. Han har därvid spelat nio matcher och vunnit sex av dem. Bland andra har han i DC-sammanhang besegrat Andy Roddick.   

## ATP-titlar

### Singel (5)
- 2008 - Sydney, Metz
- 2007 - Indianapolis, Bangkok
- 2006 - Bombay

### Dubbel (2)
- 2008 - Rotterdam (med Tomáš Berdych)
- 2007 - Moskva (med Marat Safin)